# بليموث سوتون (دائرة انتخابية في المملكة المتحدة)
بليموث سوتون (بالإنجليزية: Plymouth, Sutton)‏ هي إحدى الدوائر الانتخابية في المملكة المتحدة الممثلة في مجلس العموم في برلمان المملكة المتحدة.
عضو البرلمان الذي يمثلها حالياً هو :Linda Gilroy (Lab/Co-op).